# 越南铁路141型蒸汽机车
141型蒸汽机车，是越南铁路一款干线货运用途的煤水车式蒸汽機車。本型机车是保有数量最多亦是最著名的越南蒸汽机车车型。

## 历史
此型机车最早是由法国阿尔萨斯机械制造公司于1947年到1950年间为法屬印度支那铁路制造，共制造出27辆。此外，阿尔萨斯机械制造公司原计划制造16辆141-A型机车，但实际只运抵8辆至法屬印度支那。日内瓦会议召开后，此型机车被北越和南越分别接收，双方铁路均将此型机车编为141型。
1960年代，北越的嘉林机车车辆厂利用剩余零部件装配成两台新机车，并将其命名为自力型蒸汽机车（“Tự Lực”），后来因越南战争爆发，而转由中华人民共和国唐山机车车辆厂协助生产。在部分资料中，唐山机车车辆厂制造的66辆141型机车也被称为自力型，但重量比阿尔萨斯机械制造公司制造的同型机车轻。
本型机车使用至2002年。

## 保存
有10台唐山机车车辆厂制造的141型机车退役后静态展示：
- 141-122：嘉林站工厂
- 141-158：胡志明市西贡站
- 141-159：以安市铁路工厂厂内
- 141-165：以安市铁路工厂厂内
- 141-179：河內博物館
- 141-182：以安市铁路工厂厂内
- 141-190：以安市铁路工厂厂内
- 141-202：考达欧洲花园
- 141-206：岘港市岘港站
- 141-551：金邊皇家車站